# عماد النحاس
عماد النحاس (مولود 15 فبراير 1976) هو لاعب كرة قدم مدافع مصري مُعتزل والمدير الفني الحالي لنادي الأهلى
أنهى النحاس مسيرته لاعبًا في نادي الأهلي المصري ولعب على المستوى الدولي مع منتخب مصر. بعد الاعتزال، تولى تدريب عدة أندية مصرية منها نادي أسوان الذي قاده للعودة للدوري الممتاز في موسم 2014-2015.

## مسيرته لاعبًا

### البداية
بدأ النحاس مسيرته في مركز شباب مغاغة، وهناك زامل لاعبين مثل أحمد حسن. انتقل لنادي أسوان في 1996 وهو بعمر ال21، بعدما اختبره محمد عامر المدير الفني للفريق.

### الإسماعيلي
بعد أداء جيد لمدة موسمين مع أسوان، تعاقد نادي الإسماعيلي مع النحاس في 1998 بالرغم من اهتمام أندية أخرى مثل الأهلي والزمالك والمصري. وكان المدير الفني الألماني فرانك إنجل هو من وافق على انتقاله للإسماعيلي.
توج النحاس مع الإسماعيلي بلقب الدوري المصري موسم 2001-2002، وأحرز في ذلك الموسم 5 أهداف. أهل الفوز بالدوري لفريق للمشاركة في دوري أبطال أفريقيا موسم 2003، والتي وصل فيها الإسماعيلي للنهائي. حمل النحاس شارة قيادة الفريق في مباراة الذهاب من النهائي أمام نادي إنييمبا النيجيري، وهي المباراة التي انتهت بهزيمة الإسماعيلي 2-0. لم ينجح الفريق في التعويض في الإسماعيلية، إذ فاز 1-0 فقط وحاز على مركز الوصيف.
وبعد قضاء 5 مواسم ونصف مع الإسماعيلي، انتقل النحاس لنادي النصر السعودي في 2004 على سبيل الإعارة لمدة 6 أشهر. كان عقد النحاس مع الإسماعيلي ينتهي في صيف 2004 بعد عودته من الإعارة للنصر.

### الأهلي
أعلن النادي الأهلي في يونيو 2004 ضم النحاس لمدة ثلاثة مواسم مقابل 400 ألف جنيه في الموسم. أثار انتقال النحاس للأهلي غضب بعض جماهير الإسماعيلي، والتي اعتبرت إعارته للنصر السععودي بمثابة محطة للأهلي. ولكن نفى النحاس أن يكون قد مضى تعاقد انضمامه للأهلي قبل إعارته للنصر.
جاء انضمام النحاس في فترة إعادة بناء فريق الأهلي بقيادة المدرب البرتغالي مانويل جوزيه بعد فترة سيئة بين عام 2000 وحتى 2004. وكانت أبرز الوجوه التي انضمت للأهلي في ذلك الوقت هم محمد أبو تريكة ومحمد بركات وإسلام الشاطر، فضلًا عن النحاس. وحققت تلك الصفقات الجديدة بطولات كثيرة للأهلي.
بالرغم من مهارة عماد النحاس إلا أنه يلعب كمدافع، فقد سجل 8 أهداف للنادي الأهلي المصري في موسم 2005-2006، ثلاثة منهم في مباراة الأهلي مع نادي الاتحاد السكندري التي انتهت 6-0 لمصلحة الأهلي، أيضًا سجل هدفًا مهاريًا في نادي ريناسيمينتو الغيني في دوري أبطال أفريقيا عام 2006 التي انتهت بفوز الأهلي 4-0، وسجل مرة أخرى في كأس مصر هدفًا ضد الزمالك في المباراة التي انتهت 3-0 لصالح الأهلي.
كما أنه سجل الهدف الحاسم في ضربات الجزاء الترجيحية التي منحت الأهلي كأس السوبر الأفريقي ضد النجم الساحلي التونسي.
وعماد النحاس مشهور بأخلاقه وجدارته بالثقة داخل المعب.

## مسيرته مدربًا
اتجه النحاس للعمل الإداري عقب الاعتزال، فتولي منصب مساعد مدير الكرة بالنادي الأهلي موسم 2009–2010، وبعدها عمل نائباً لرئيس قطاع الناشئين بالنادي حتى تقدم باستقالته في مايو 2014. ثم اتجه بعدها للتدريب، فتولى منصب المدير الفني لأول مرة في يوليو 2014 حين أصبح المدير الفني لنادي أسوان الذي ينافس في الدوري المصري الدرجة الثانية.
في موسمه الأول مع أسوان، موسم 2014-15، قاد النحاس الفريق للعودة للدوري الممتاز بعد غياب 11 عام. ثم نجح في الإبقاء على أسوان في الممتاز بعدما احتل الفريق المركز الخامس عشر نهاية موسم 2015–16 وبفارق 10 نقاط عن أقرب الفرق الهابطة. ومع بداية الموسم التالي، عاني الفريق من نتائج سلبية جعلت رصيده 5 نقاط فقط بعد مرور 9 جولات محتلا المركز السادس عشر. وهو ما دفع النحاس لتقديم استقالته في نوفمبر 2016.
تولى تدريب فريق الرجاء في 28 سبتمبر 2017 بعد استقالة خالد القماش عقب تلقي الفريق للهزيمة الثالثة على التوالي. ثم أقاله مجلس الإدارة في 24 ديسمبر 2017 لسوء النتائج واحتلال الفريق المركز الأخير في ترتيب الدوري.
تولى تدريب نادي المقاولون العرب في 24 أكتوبر 2018 خلفًا للمستقيل علاء نبيل.

## إنجازاته
مع الإسماعيلي
- الدوري المصري الممتاز (1): 2001-2002.
- كأس مصر (1): 1999-2000.

مع الأهلي
- دوري أبطال أفريقيا (3): 2005 ، 2006 ، 2008.
- كأس السوبر الأفريقي (3): 2006 ،2007 ، 2009.
- الدوري المصري الممتاز (5): 2005-2004 ، 2006-2005 ، 2006-2007 ، 2007-2008 ، 2008-2009.
- كأس مصر (2): 2005-2006 ، 2006-2007.
- كأس السوبر المصري(4): 2005 ، 2006 ،2007 ، 2008 .
- برونزية كأس العالم لكرة القدم للأندية 2006.